# Trudovoie (Primórie)
|  | Per a altres significats, vegeu «Trudovoie». |

Trudovoie (en rus: Трудовое) és un poble (possiólok) del krai de Primórie, a l'Extrem Orient de Rússia, que en el cens del 2010 tenia 18.522 habitants. Es troba a 33 km al nord-oest de Vladivostok i a 15 km d'Artiom.